# 霉草
霉草（学名：Sciaphila tenella），即喜荫草，为霉草科喜荫草属的植物。分布在印度尼西亚、菲律宾以及中国大陆的海南：崖县等地，多生于林下，目前尚未由人工引种栽培。